# 暖帯
暖帯（だんたい）、もしくは暖温帯（だんおんたい）は、温帯のうち亜熱帯に近い比較的暖かな気候帯のこと。

## 概説
日本の気候区分は論者によって複数存在するが、地理学者の矢津昌永の『大日本地文学気界講話』では、日本の気候帯を、四季の循環や植物の分布などに基づいて、日本熱帯（年平均気温は25 - 21℃）、日本暖帯（同21 - 13 ℃）、日本温帯（同13 - 6 ℃）、日本寒帯（同6 - 0 ℃）の4つの気候帯に区分している。
現在最も広く使われているケッペンの気候区分では、北は青森から南は那覇までを含む日本の大半の地域が温帯(C)の温暖湿潤気候(Cfa)という一つの気候に区分されており、暖帯という区分は特に設けられていない。

## 暖帯林
林学の分野でよく用いられる森林区分である暖帯林は、日本林学の草分けである本多静六が初めて用いた言葉である。日本の暖帯林は、カシ、シイ類を主とした常緑広葉樹林が本来の植生で、年平均気温が13 - 21℃になる琉球列島中部から九州、四国を経て本州の北緯 35°以南の低地に分布する。